# Contemporary Amperex Technology
Contemporary Amperex Technology Co. Limited (CATL) est une entreprise technologique chinoise créée en 2011 et spécialisée dans la production des accumulateurs lithium-ion pour les véhicules électriques et les systèmes de stockage d'énergie, ainsi que les systèmes de contrôle des batteries d'accumulateurs (BMS en anglais). 
Son siège est basé à Ningde, dans la province de Fujian et ses sites de production sont à Ningde, Qinghai et Liyang. Ses trois principaux centres de recherche et développement sont situés à Ningde, Shanghai et Berlin.
En 2021, CATL est le numéro 1 mondial pour la production de batteries lithium-ion, suivi par BYD et Panasonic.

## Capacité de production
Les volumes de capacité de stockage électrique vendue en 2017 par CATL ont été de 11,84 GWh.
Avec une part de marché mondial de 32,6 % en 2021, CATL est le plus grand fabricant de batteries lithium-ion pour véhicules électriques au monde, produisant 96,7 GWh sur les 296,8 GWh mondiaux, en hausse de 167,5 % d'une année sur l'autre,. L'entreprise prévoit d'avoir une capacité de fabrication de 670 GWh d'ici à 2025.

## Partenariats
Les technologies d'accumulateurs lithium-ion de CATL sont actuellement utilisées par de nombreux constructeurs de véhicules automobiles. Sur le marché international, CATL collabore avec Stellantis (Fiat-PSA), Hyundai et BMW. En Chine, ses clients incluent BAIC, Geely, Yutong, Zhongtong, King Long, SAIC et Foton.
En janvier 2017, CATL a annoncé sa stratégie d'élaborer un partenariat avec Valmet Automotive, focalisant sa collaboration sur la gestion de projet, l'ingénierie et la fourniture de packs de batterie pour les véhicules électriques et les véhicules hybrides. Dans le cadre de ce partenariat, CATL a acquis 22 % des actions de Valmet Automotive,.
En 2021, CATL a renouvelé son partenariat avec Tesla pour continuer à lui fournir des batteries jusqu'en 2025.
En décembre 2024, Stellantis et CATL ont annoncé la création d'une coentreprise Stellantis-CATL pour la production de batteries dans une nouvelle usine sur le site Stellantis de Saragosse, en Espagne.

## Technologie, investissement et certification
CATL a prévu de dépenser 5 milliards de dollars pour ouvrir une usine de recyclage des batteries.
En 2021, la société a dévoilé un accumulateur sodium-ion pour le marché automobile, une première pour un grand fabricant de batteries automobiles.
En 2022, L'usine CATL du Sichuan a été certifiée usine zéro carbone, une première mondiale dans l'industrie des nouvelles énergies.
Le 23 juin 2022, CATL a lancé Qilin, la troisième génération de sa technologie CTP (cell-to-pack). Avec une efficacité d'utilisation du volume record de 72 % et une densité d'énergie atteignant 255 Wh/kg, il s'agit du niveau d'intégration le plus élevé au monde à ce jour. Les batteries utilisant cette technologie sont produites à partir de mars 2023, le premier véhicule à en être équipé étant le monospace chinois Zeekr 009.
En août 2022, CATL annonce la construction d'une future usine en Hongrie devant produire 100 GWh, d’une valeur de 7,3 milliards d'euros. Ce sera la plus grande usine de batterie d’Europe. Cet investissement est le plus important investissement étranger fait en Hongrie. L'énergie utilisé par l'usine viendra d'énergie renouvelable.
En avril 2025, CATL annonce la production imminente d'une batterie pour voitures électriques au sodium-ion permettant « 800 kilomètres d'autonomie et une recharge très rapide, avec 520 kilomètres d'autonomie regagnés en 5 minutes ».